# Basavagatta, Hassan
Basavagatta là một làng thuộc tehsil Hassan, huyện Hassan, bang Karnataka, Ấn Độ.